# Isovist

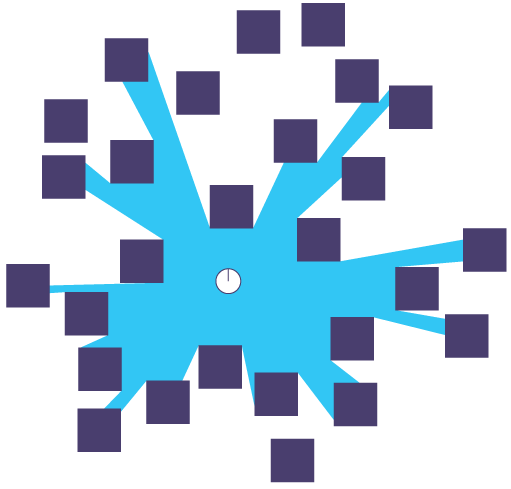
Isoviste d'un point, la zone bleu pâle est visible depuis le centre du cercle.

Les isovists et les champs d'isovists sont des méthodes d'analyse morphologique des espaces architecturaux et urbains. Elles ont été développées en 1979 par Benedikt.
Un isovist correspond à l'espace de visibilité d'un observateur dans un espace architectural ou urbain.

## Définitions
La notion d'isovist se base sur la notion d'environnement. Un environnement est un espace architectural ou un espace ouvert urbain. Il peut contenir un ensemble de murs. Un mur est une surface qui ne laisse pas passer la lumière ou empêchant un observateur de voir correctement ce qu'il y a de l'autre côté de ce mur (dans certains cas, il est possible de considérer une vitre comme un mur).
Un isovist est défini comme la forme géométrique contenant l'ensemble des points visibles à partir d'un point de vue dans un environnement donné. Un champ d'isovist est un ensemble d'isovists dans un environnement donné.

## Mesures
Les isovists et les champs d'isovists sont surtout utilisés dans des espaces en deux dimensions, à partir de plans d'architectures ou d'espaces urbains. Les mesures suivantes peuvent être appliquées aux isovists :
- la superficie ou le périmètre d'un isovist, qui fournit la quantité d'espace visible depuis un point de vue de l'environnement,
- la circularité d'un isovist,
- les différents moments d'un isovist.

Les champs d'isovists permettent d'observer la répartition des mesures sur les isovists dans un environnement.
Dans certains cas, il est possible que des isovists soit des formes infinies, c'est-à-dire qu'une partie du contour n'existe pas. C'est le cas, par exemple, d'un isovist calculé dans une rue avec une ouverture sur le ciel. Il est possible de contraindre la forme des isovists avec un horizon artificiel, c'est-à-dire que les points visibles au-delà d'une certaine distance à partir du point de vue sont exclus de l'isovist.